# Evermannia
Az Evermannia a csontos halak (Osteichthyes) főosztályának a sugarasúszójú halak (Actinopterygii) osztályába, ezen belül a sügéralakúak (Perciformes) rendjébe, a gébfélék (Gobiidae) családjába és a Gobiinae alcsaládjába tartozó nem.

## Rendszerezés
A nembe az alábbi 4 faj tartozik:
- Evermannia erici Bussing, 1983
- Evermannia longipinnis (Steindachner, 1879)
- Evermannia panamensis Gilbert & Starks, 1904
- Evermannia zosterura (Jordan & Gilbert, 1882) - típusfaj